# Gobierno de Serbia
El Gobierno de Serbia (en serbio: Влада Србије / Vlada Srbije), formalmente Gobierno de la República de Serbia (en serbio: Влада Републике Србије / Vlada Republike Srbije), es el poder ejecutivo del gobierno en Serbia. Los asuntos del gobierno son decididos por un consejo de ministros, cuyo máximo representante es el Primer ministro.
Serbia es un país ubicado en la península de los Balcanes, en una zona de gran agitación histórica. Su capital, a la vez que su principal centro financiero, universitario y comercial, es Belgrado. Desde 2009, el país es aspirante a su ingreso en la Unión Europea  pero por el conflicto de Kosovo el país se le ha visto dificultada su entrada. Serbia es, además, miembro de las Naciones Unidas, la Organización para la Seguridad y la Cooperación en Europa y el Consejo de Europa.

## Gabinete
El gabinete del gobierno serbio fue elegido el 28 de octubre de 2020 por mayoría de votos en la Asamblea Nacional de Serbia, y está compuesto por los siguientes ministros:
| Cargo                                                                               | Titular | Titular                 | Imagen | Partido |
| ----------------------------------------------------------------------------------- | ------- | ----------------------- | ------ | ------- |
| Presidente del Gobierno                                                             |         | Miloš Vučević           |        | SNS     |
| Vicepresidente del Gobierno Ministro de Educación, Ciencia y Desarrollo Tecnológico |         | Branko Ružić            |        | SPS     |
| Vicepresidente del Gobierno Ministro de Agricultura, Bosques y Gestión del Agua     |         | Branislav Nedimović     |        | SNS     |
| Vicepresidenta del Gobierno Ministra de Minas y Energía                             |         | Zorana Mihajlović       |        | SNS     |
| Vicepresidente del Gobierno Ministro de Defensa                                     |         | Nebojša Stefanović      |        | SNS     |
| Vicepresidenta del Gobierno Ministra de Cultura y Medios de Comunicación            |         | Maja Gojković           |        | SNS     |
| Ministro de Finanzas                                                                |         | Siniša Mali             |        | SNS     |
| Ministro de Economía                                                                |         | Anđelka Atanacković     |        | Ind.    |
| Ministra de Protección del Medio Ambiente                                           |         | Irena Vujović           |        | SNS     |
| Ministro de Obras Públicas, Transportes e Infraestructuras                          |         | Tomislav Momirović      |        | SNS     |
| Ministra de Comercio, Turismo y Telecomunicaciones                                  |         | Tatjana Matić           |        | SDPS    |
| Ministro de Justicia                                                                |         | Maja Popović            |        | Ind.    |
| Ministra de Administración Pública y Gobierno Local                                 |         | Marija Obradović        |        | SNS     |
| Ministra de Derechos Humanos, Minorías y Diálogo Social                             |         | Gordana Čomić           |        | Ind.    |
| Ministro del Interior                                                               |         | Aleksandar Vulin        |        | PS      |
| Ministro de Asuntos Exteriores                                                      |         | Nikola Selaković        |        | SNS     |
| Ministra de Integración Europea                                                     |         | Jadranka Joksimović     |        | SNS     |
| Ministro de Sanidad                                                                 |         | Zlatibor Lončar         |        | SNS     |
| Ministro de Trabajo, Empleo, Asuntos de los Veteranos y Asuntos Sociales            |         | Darija Kisić Tepavčević |        | Ind.    |
| Ministro de Familia y Demografía                                                    |         | Ratko Dmitrović         |        | SPAS    |
| Ministro de Juventud y Deportes                                                     |         | Vanja Udovičić          |        | SNS     |
| Ministro de Asuntos Rurales                                                         |         | Milan Krkobabić         |        | PUPS    |
| Ministro sin cartera                                                                |         | Novica Tončev           |        | SPS     |
| Ministro sin cartera                                                                |         | Nenad Popović           |        | SNP     |

## Agencias gubernamentales

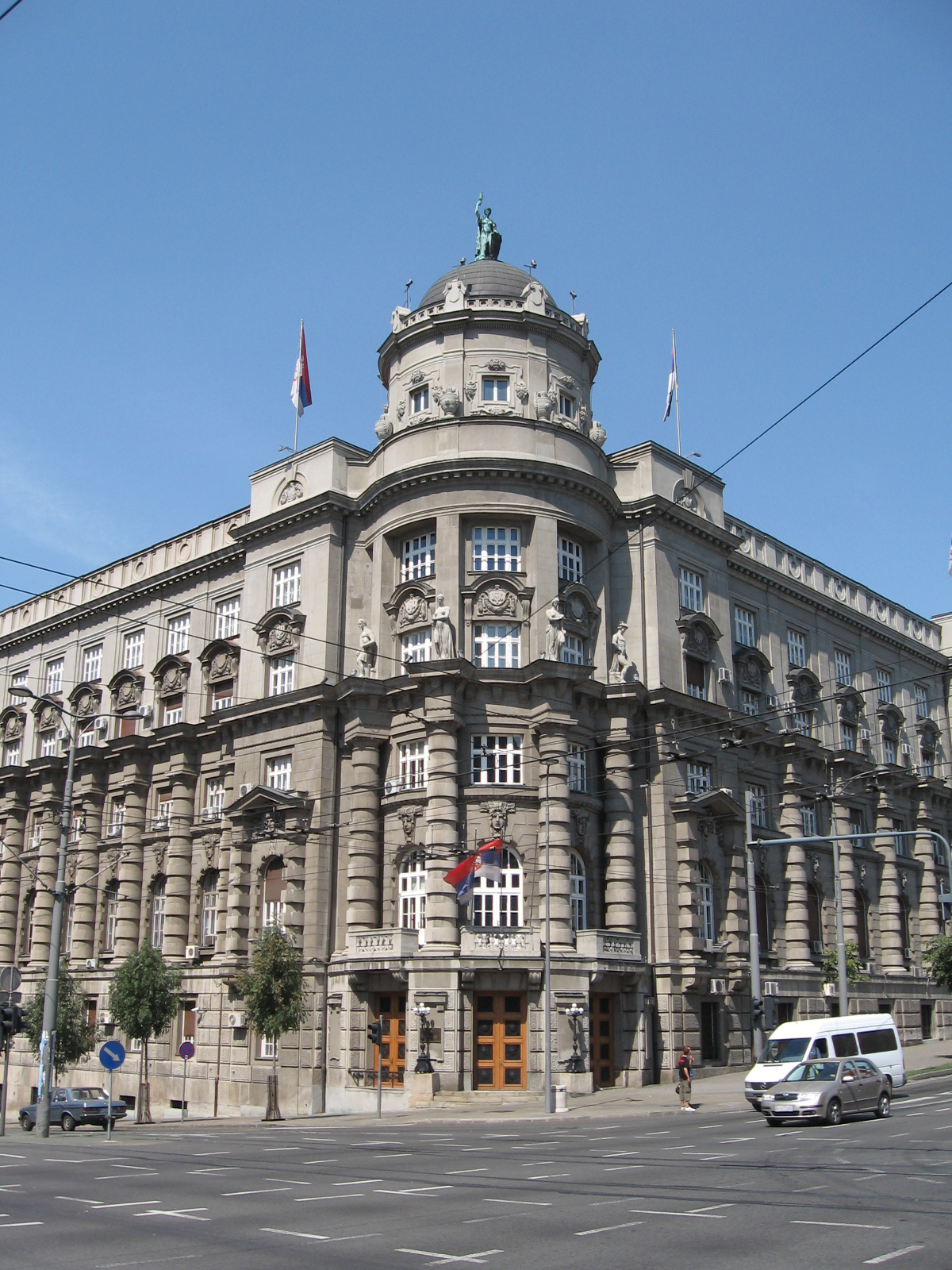
Sede del Gobierno de Serbia, en el número 11 de la Calle Nemanjina de Belgrado.

Serbia tiene sobre 130 agencias gubernamentales, y ocho oficinas: 
- Oficina para la colaboración con la diáspora y los serbios de la región. (director: Slavka Drašković)
- Oficina para la colaboración con la sociedad civil. (director: Ivana Ćirković)
- Oficina de integración europea. (director: Srđan Majstorović)
- Oficina de Desarrollo Sostenible de las regiones subdesarrolladas(Sulejman Ugljanin)
- Oficina de Derechos Humanos y Derechos de las minorías (director: Suzana Paunović)
- Oficina de Cooperación con las Iglesias y comunidades religiosas. (director: Mileta Radojević)
- Oficina para la Reforma Regulatoria y evaluaciones del impacto normativo (director: Mira Prokopijević).[5]